# 瓦济河
瓦济河（俄语：Река Вази）是萨哈林州诺格利基区的河流，源起纳比尔山，长42公里，流域面积326平方公里，注入纳比尔湾。

## 引用
1. ↑  М·Г·瓦西科夫斯基. . 列宁格勒: 气象出版社. 1973 （俄语）.
2. ↑  . ВерумВики.   [2023-10-12]. （原始内容存档于2023-03-31）.